# Österreichischer Drachenkopf
Der Österreichische Drachenkopf (Dracocephalum austriacum), auch Pontischer Drachenkopf genannt, ist eine Pflanzenart aus der Gattung der Drachenköpfe (Dracocephalum) in der Familie der Lippenblütler (Lamiaceae).

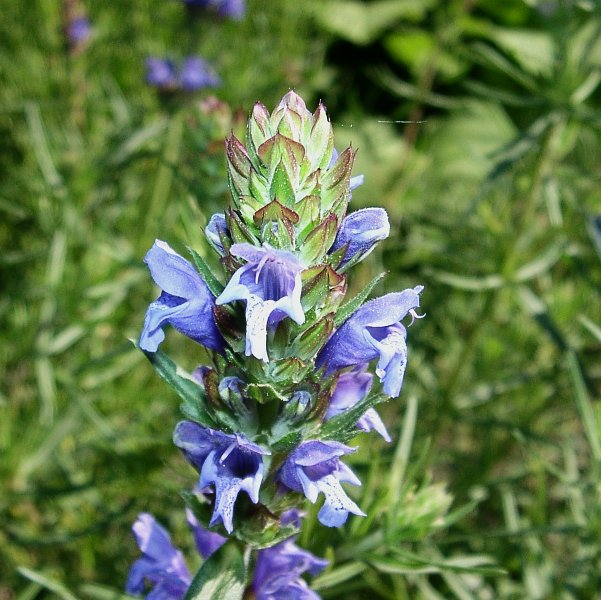
Blütenstand

## Beschreibung
Der Österreichische Drachenkopf ist eine ausdauernde, krautige Pflanze oder ein Zwergstrauch. Er erreicht Wuchshöhen zwischen 20 und 40 Zentimetern, zum Teil bis 60 Zentimeter. Der Stängel ist einfach, aufrecht oder aufsteigend und dicht beblättert. Die Blätter sind 1,5 bis 2,5 Zentimeter lang, bis beinahe zur Mitte fiederteilig und kahl oder schwach behaart. Die drei bis fünf (selten bis sieben) Abschnitte der Blätter sind linealisch bis lineal-lanzettlich, ganzrandig und stachelspitzig. Ihr Rand ist eingerollt.
Die meist zwei- bis vierblütigen Blütenquirle sind zu einer mehr oder weniger dichten Ähre angeordnet. Die Tragblätter sind dreiteilig. Der Kelch ist zweilippig und 15-nervig. Die Oberlippe ist zweilippig und helmförmig. Die Krone ist 35 bis 50 Millimeter lang. Die Blütenkrone besitzt einen über 2 Zentimeter langen Trichter einer bauchig erweiterten Röhre. Die Oberlippe der Blütenkrone ist etwa 1 Zentimeter lang und fast rechteckig, die Unterlippe ist dreilappig. Die Staubbeutel sind behaart. Die Staubblätter sind unter die Oberlippe gekrümmt und fast ebenso lang wie die Krone. Sie besitzen dicht wollige, violette Staubbeutel. Die Griffeläste sind gleich lang. Die Blütezeit reicht von Mai bis August. Die Nüsschen sind 3 Millimeter lang, braun und tragen 2 fast flügelartige Kanten.
Die Chromosomenzahl beträgt 2n = 14.

## Verbreitung, Gefährdung und Schutz
Das Verbreitungsgebiet des Österreichischen Drachenkopfs erstreckt sich im warmgemäßigten Europa von den Pyrenäen über die Alpen bis zur westlichen Ukraine. Er kommt weiters im Kaukasus vor und besiedelt felsige Hänge und Trockenrasen. Im Einzelnen werden Vorkommen in den Ländern Spanien, Frankreich, Schweiz, Italien, Österreich, Tschechien, Slowakei, Ungarn, Rumänien, Ukraine, in der russischen Republik Dagestan und in der Nordost-Türkei genannt. Der Österreichische Drachenkopf steigt im Kanton Wallis am Haut de Cry bei Ardon bis 2000 Meter Meereshöhe auf.
Insgesamt werden die europäischen Bestände als gefährdet eingestuft und durch die Führung in der FFH-Richtlinie der Europäischen Union und der damit verbundenen Verpflichtung zur Ausweisung von Schutzgebieten geschützt.
Der Österreichische Drachenkopf kommt in Österreich im Bundesland Niederösterreich vor und wird als stark gefährdet betrachtet. Die Bestände im italienischen Südtirol werden in der Roten Liste als vom Aussterben bedroht geführt.
Der Österreichische Drachenkopf wird in der Schweiz in der Roten Liste als gefährdet (VU) angeführt. Er wird als legistische Schutzmaßnahme in Anhang 2 der Verordnung über den Natur- und Heimatschutz geführt.
Die ökologischen Zeigerwerte nach Landolt et al. 2010 sind in der Schweiz: Feuchtezahl F = 1 (sehr trocken), Lichtzahl L = 4 (hell), Reaktionszahl R = 5 (basisch), Temperaturzahl T = 2+ (unter-subalpin und ober-montan), Nährstoffzahl N = 3 (mäßig nährstoffarm bis mäßig nährstoffreich), Kontinentalitätszahl K = 5 (kontinental).

## Ökologie
Der Nektar der Blüten ist nur langrüsseligen Hummeln zugänglich. Im Vinschgau wurde beobachtet, dass bis zu 10 Prozent der Blüten rein weiblich sind.

## Systematik
Dracocephalum austriacum wurde 1753 von Carl von Linné in Species Plantarum erstbeschrieben. Synonyme für Dracocephalum austriacum L. sind Dracontocephalum laciniatum (Mill.) St.-Lag., Ruyschiana austriaca (L.) House, Ruyschiana laciniata Mill. und Zornia partita Moench.

## Nutzung
Der Österreichische Drachenkopf wird selten als Zierpflanze für Steingärten genutzt.